# New York Cosmos 1975
Questa voce raccoglie le informazioni riguardanti i New York Cosmos nelle competizioni ufficiali della stagione 1975.

## Stagione
La squadra venne caratterizzata dall'ingaggio di una forte componente di giocatori uruguaiani che però fu offuscata dall'arrivo di uno dei più grandi calciatori della storia: Pelé. Al suo arrivo la Perla Nera impose metodi di allenamento più rigorosi e moderni. Nonostante l'ingaggio di Pelé la squadra non riuscì ad accedere ai playoff per il titolo nordamericano.

## Rosa
| N. |                        | Ruolo | Calciatore       |
| -- | ---------------------- | ----- | ---------------- |
| 0  | Polonia (bandiera)     | P     | Bronisław Sularz |
| 1  | Stati Uniti (bandiera) | P     | Kurt Kuykendall  |
| 1  | Bermuda (bandiera)     | P     | Sam Nusum        |
| 2  | Stati Uniti (bandiera) | D     | Barry Mahy       |
| 3  | Uruguay (bandiera)     | D     | Juan Masnik      |
| 4  | Stati Uniti (bandiera) | D     | Werner Roth      |
| 5  | Uruguay (bandiera)     | C     | Alfredo Lamas    |
| 6  | Canada (bandiera)      | C     | John Kerr        |
| 7  | Uruguay (bandiera)     | C     | Julio Correa     |
| 8  | Stati Uniti (bandiera) | A     | Mark Liveric     |
| 9  | Uruguay (bandiera)     | A     | Américo Paredes  |
| 10 | Brasile (bandiera)     | A     | Pelé             |
| 11 | Brasile (bandiera)     | A     | Jorge Siega      |
| 12 | Stati Uniti (bandiera) | A     | Joey Fink        |
| 14 | Inghilterra (bandiera) | D     | Gordon Bradley   |
| 14 | Romania (bandiera)     | C     | Gil Mărdărescu   |

| N. |                        | Ruolo | Calciatore         |
| -- | ---------------------- | ----- | ------------------ |
| 14 | Brasile (bandiera)     | C     | Nelsi Morais       |
| 14 | Brasile (bandiera)     | D     | Dé                 |
| 15 | Uruguay (bandiera)     | D     | Omar Caetano       |
| 15 | Perù (bandiera)        | C     | Ramón Mifflin      |
| 16 | Jugoslavia (bandiera)  | C     | Tony Donlić        |
| 17 | Scozia (bandiera)      | D     | Brian Rowan        |
| 17 | Stati Uniti (bandiera) | C     | Carlos Scott       |
| 18 | Stati Uniti (bandiera) | D     | Tony Picciano      |
| 19 | Brasile (bandiera)     | A     | Manoel Maria       |
| 20 | Stati Uniti (bandiera) | D     | Mike Dillon        |
| 21 | Israele (bandiera)     | A     | Mordechai Spiegler |
| 22 | Stati Uniti (bandiera) | D     | Angelo Anastasio   |
| 22 | Israele (bandiera)     | D     | David Primo        |
| 23 | Spagna (bandiera)      | D     | Luis de la Fuente  |
| 23 | Inghilterra (bandiera) | A     | Tommy Ord          |
| -  | Inghilterra (bandiera) | A     | John Coyne         |

## Statistiche

### Statistiche di squadra
| Competizione | Punti | Totale | Totale | Totale | Totale | Totale | ‰ |
| Competizione | Punti | G      | V      | P      | Gf     | Gs     | ‰ |
| ------------ | ----- | ------ | ------ | ------ | ------ | ------ | - |
| NASL         | -     | 32     | 10     | 12     | 39     | 98     | - |